# Syntrichia subpapillosissima
Syntrichia subpapillosissima là một loài Rêu trong họ Pottiaceae. Loài này được (R.B. Pierrot) M. T. Gallego & J. Guerra mô tả khoa học đầu tiên năm 2002.